# Ida ou Tanan
Les Ida Ou Tanan, Ida Outanane, Idawtanan ou Id-aw-Tanan (en chleuh : Id aw Tanan) sont une confédération (en tachelhit : ameqqun) berbère chleuhe du Souss, du Maroc. Ils parlent le tachelhit et appartiennent à la branche des Masmouda.
Leur territoire se situe dans la région montagneuse du nord de la ville d'Agadir, dont la préfecture porte le nom. La confédération est délimitée au nord par les Ihahan, à l'est par Mtougga, et au sud par les Mesguina, Gzima et Houara.
La confédération des Ida Outanane regroupe trois tribus : les Aït Tinkirt, les Aït Ouzzoun et les Ifesfaten.

## Histoire
En 1811, James Grey Jackson décrivait ceux qu'il appelait les Eda utenan comme des « Chleuhs (Shelluhs) intrépides et guerriers ».
Au cours de son expédition à l'hiver 1904-1905, René de Segonzac écrit « Les Ida Ou Tanan sont Berbères. Ils parlent exclusivement le chleuh. Ils sont indépendants et ne reconnaissent ni qaïds ni sultan. Ils ont pourtant fait partie administrativement des Haha [Ihahan] dans le cours de l'Histoire ; on leur attribue même une origine commune, bien que les Ida ou Tanan s'en défendent. »
À la suite de l'appel d'aide militaire de Moulay Abd al-Hafid aux forces coloniales françaises avec la signature du traité du 30 mars 1912, la tribu des Ida Outanane entre en conflit armé contre les Français et le Makhzen, qui faisait partie des territoires considérés comme « Bilad as-Siba » (en darija marocain : région de l'anarchie). Le sultan justifie sa demande en déclarant « Les Berbères sauvages ont une nature telle qu'on ne peut se fixer à leur bonne foi. Jamais depuis l'origine des temps, ils n'ont accepté aucune discipline. Qui examinera la question de ces Berbères ne jugera pas que faire appel contre eux à l'aide étrangère était illicite. »
La tribu des Ida Outanane est une des dernières tribus du Maroc à avoir été soumise officiellement au Makhzen avec l'aide militaire française en janvier 1928.
Après des années de résistance aux français et leurs troupes coloniales (tirailleurs sénégalais et goums), et alors qu'une longue période de famine sévissait dans le sud marocain, les Ida Outanane n'ont d'autre choix que de poser les armes. La présentation des Djemâas auprès du général Huré à Agadir fin décembre 1927 marque la fin de la dissidence de la grande tribu du nord d'Agadir les Ida Outanane.

## Culture
Les Aït Ouazzoun à Imouzzer, les Ida Ouzal et les Ida Ouziki organisent tous les ans la fête du miel à Argana, début mai.
Traditionnellement, les femmes d'Ida Outanane, comme leurs voisines des Ihahan, portaient le haïk (en berbère : tahaïkt) tissé de laine sur une trame en coton, ou entièrement en laine, de couleur blanche, orné sur les bords de fines rayures blanches alternées de rayures encore plus fines et aux couleurs très délicates, avec de petits motifs berbères. L'art du drapé a néanmoins pratiquement totalement disparu en quelques années.
Quant aux hommes, comme partout en pays chleuh, ils portent la jellaba (en chleuh : tajellabit).